# Нижній Рейн (регіон)

Мапа регіону Нижнього Рейну на території сучасної Німеччини

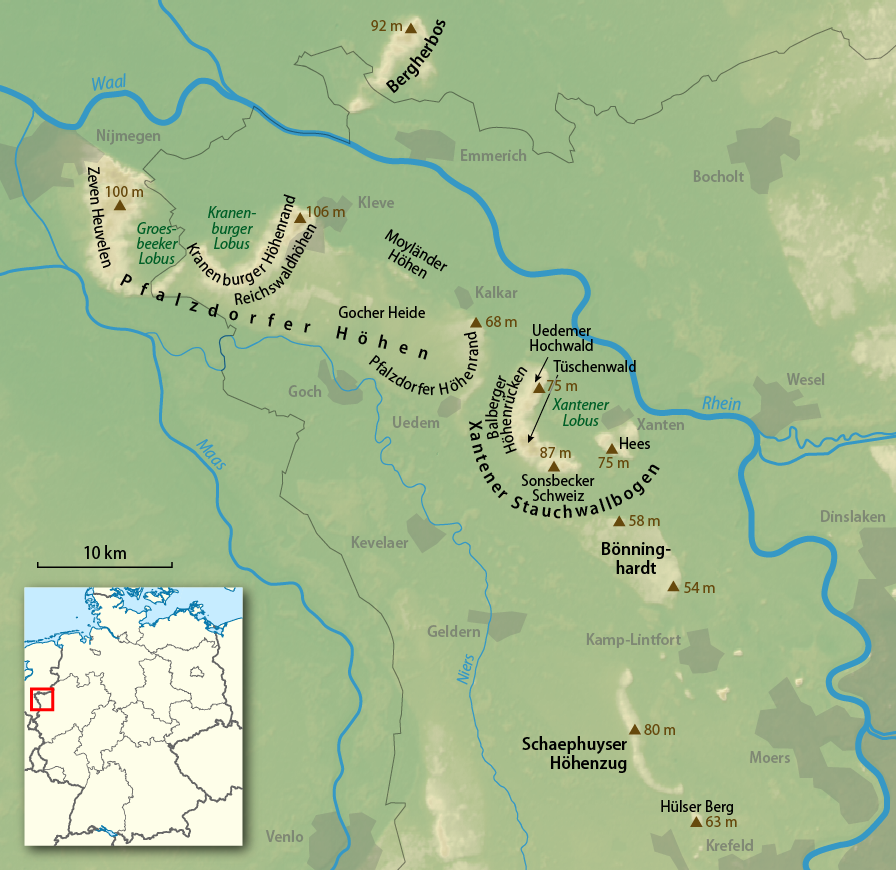
Географічна карта регіону Нижнього Рейну

Не варто плутати з французьким департаментом Нижній Рейн (департамент).
Нижній Рейн (нім. Niederrhein) — історична область на заході Німеччини, на території Рейнської області у землі Північний Рейн-Вестфалія. Регіон географічно знаходиться у нижній течії річки Рейн приблизно між містами Обергаузен і Крефельд на сході та німецько-голландським кордоном в районі Клеве на заході.
З точки зору географії, лінгвістики, культурного впливу, а також політичних, економічних та транспортних чинників регіон Нижній Рейн формувався протягом сторіч, хоча його чіткі кордони досі є предметом диспуту між спеціалістами. Так, багато дослідників включає голландську частину, яка до речі також зветься Нижній Рейн (нід. Nederrijn) до єдиної історичної області з такою назвою.
Сучасний німецький регіон Нижній Рейн об'єднує такі райони: Клеве, Везель, Фірзен і Райн-Нойс, а також міста Дуйсбург, Менхенгладбах, Крефельд. Спірними територіальними одиницями лишаються Обергаузен з Дюссельдорфом.